# Estepa eurasiàtica

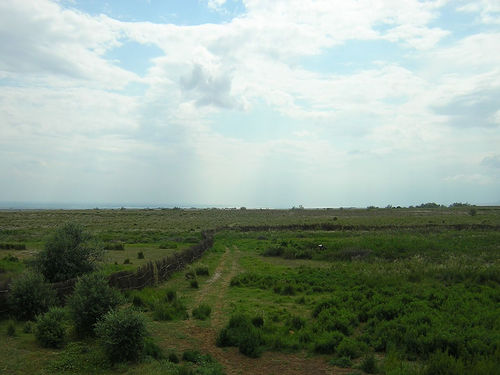
L'estepa eurasiàtica al Kazakhstan

L'estepa eurasiàtica, o estepa d'Euràsia, és una vasta ecoregió d'estepa que forma part del bioma dels herbassars i sabanes temperades. S'estén des de Romania –passant per Ucraïna– fins a Sibèria, amb un enclavament a Hongria que s'anomena Puszta.

## Ecoregions

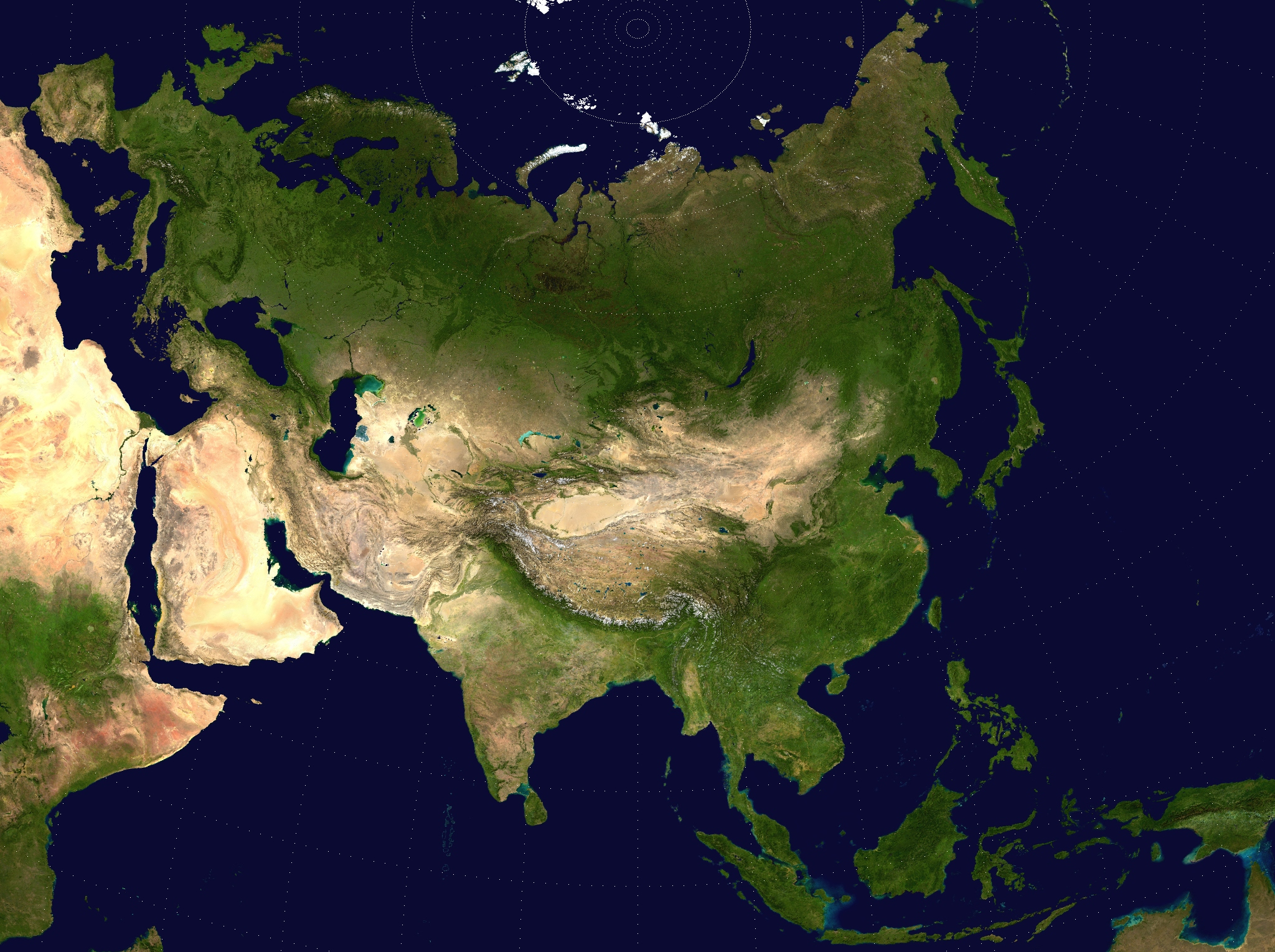
Mapa d'Euràsia que posa èmfasi en els deserts; la conca de Tarim és al centre del mapa

El World Wildlife Fund divideix aquest bioma en un gran nombre d'ecoregions segons les seves característiques geogràfiques i de les espècies que hostatgen en diferents hàbitats i ecosistemes, entre els quals s'inclouen:
- Estepa de l'Alai i el Tian Shan Occidental (Kazakhstan, Tadjikistan, Uzbekistan)
- Estepa de l'Altai i semidesert (Kazakhstan)
- Bosc-estepa de Dàuria (Xina, Mongòlia, Rússia)
- Bosc-estepa kazakh (Kazakhstan, Rússia)
- Estepa kazakh (Kazakhstan, Rússia)
- Altiplans del Kazakhstan
- Praderia de Mongòlia i Manxúria (Xina, Mongòlia, Rússia)
- Estepa Pòntica (Romania, Moldàvia, Ucraïna, Rússia)
- Estepa pannònica[2] (Hongria, Àustria, Eslovàquia)